# Norman Fairclough
Norman Fairclough (nacido en 1941) es un Profesor emérito de Lingüística de la Universidad de Lancaster. Es uno de los fundadores del análisis crítico del discurso (ACD) aplicado a la sociolingüística. El ACD se preocupa de cómo se ejerce el poder a través del lenguaje. El ACD estudia del discurso; en el ACD esto incluye textos, formas de hablar, vídeos y prácticas.

## Metodología del ACD
La línea de estudio de Fairclough, también llamada análisis del discurso orientado textualmente o TODA, para distinguirla de las indagaciones filosóficas que no involucran el uso de la metodología lingüística, está especialmente relacionada con los efectos mutuos de propiedades textuales formalmente lingüísticas, géneros de habla sociolingüística y prácticas formalmente sociológicas. El objetivo principal de su análisis es que, si -según la teoría foucaultiana- las prácticas se configuran y actúan discursivamente, las propiedades intrínsecas del discurso, que son lingüísticamente analizables, deben constituir un elemento clave de su interpretación. Por lo tanto, le interesa cómo se ejercen discursivamente las prácticas sociales, así como los efectos discursivos posteriores de las prácticas sociales.
Language and Power (1989, ahora en una tercera edición revisada de 2014) exploró las imbricaciones entre el lenguaje y las prácticas institucionales sociales y de las estructuras políticas y sociales "más amplias". En el libro, Fairclough desarrolló el concepto de personalización sintética para explicar los efectos lingüísticos que proporcionan una apariencia de interés directo y contacto con el oyente individual en fenómenos discursivos elaborados en masa, como la publicidad, el marketing y el discurso político o mediático.
Esto se ve como parte de un proceso de tecnologización del discurso a gran escala, que engloba los desarrollos técnicos cada vez más sutiles en el campo de la comunicación que apuntan a someter a campos semióticos de práctica científicamente regulada que antes se consideraban suprasegmentales, como patrones de entonación, el diseño gráfico del texto en la página o datos proxémicos.
Su libro New Labor, New Language? analiza la retórica utilizada por el Partido Laborista en el Reino Unido, con un enfoque particular en los desarrollos del partido hacia el Nuevo Laborismo.

## Influencias
Las teorías de Fairclough han sido influenciadas por Mikhail Bakhtin y Michael Halliday en lingüística y por teóricos de la ideología como Antonio Gramsci, Louis Althusser, Michel Foucault y Pierre Bourdieu en sociología.

## Premios
- Dr. phil.h.c., Universidad de Aalborg, 2004[7]
- Doctor honoris causa de la Universidad de Jyväskylä, Finlandia
- Académico más citado en la Universidad de Lancaster, 2017 (82.000 citas)[8]

## Publicaciones

### Libros
- Fairclough, Norman (1989). Language and Power. London: Longman.
- Fairclough, Norman (1992). Discourse and Social Change. Cambridge: Polity Press.
- Fairclough, Norman (1995). Media Discourse. London: Edward Arnold.
- Fairclough, Norman (1995). Critical Discourse Analysis. Boston: Addison Wesley.
- Chouliaraki, Lilie and Norman Fairclough (1999). Discourse in Late Modernity – Rethinking Critical Discourse Analysis. Edinburgh: Edinburgh University Press.
- Fairclough, Norman (2000). New Labour, New Language? London: Routledge.
- Fairclough, Norman (2001). Language and Power (2nd edition). London: Longman.
- Fairclough, Norman (2003). Analysing Discourse: Textual Analysis for Social Research. London: Routledge.
- Fairclough, Norman (2006). Language and Globalization. London: Routledge.
- Fairclough, Norman (2007). (Ed.). Discourse and Contemporary Social Change. Bern.
- Fairclough, Isabela and Fairclough, Norman (2013) Political Discourse Analysis: A Method for Advanced Students. London: Routledge.
- Fairclough, Norman (2014). Language and Power (3rd edition). London: Longman.
- Fairclough, Norman (2014). Critical Language Awareness. London: Routledge.

### Artículos de revistas
- Fairclough, Norman (1985). Critical and Descriptive Goals in Discourse Analysis. Journal of Pragmatics 9: 739–763.
- Fairclough, Norman (1992). Discourse and Text: Linguistic Intertextual Analysis within Discourse Analysis. Discourse and Society 3(2): 193–217.
- Fairclough, Norman (1993). Critical Discourse Analysis and the Marketisation of Public Discourse: The Universities. Discourse & Society 4(2): 133–168.
- Fairclough, Norman (1996). A Reply to Henry Widdowson's 'Discourse Analysis: A Critical View'. Language & Literature 5(1): 49–56.
- Fairclough, Norman (1996). Rhetoric and Critical Discourse Analysis: A Reply to Titus Ensink and Christoph Sauer. Current Issues in Language & Society 3(3): 286–289.
- Fairclough, Norman (1999). Global Capitalism and Critical Awareness of Language. Language Awareness 8(2): 71–83. Available: <http://www.multilingual-matters.net/la/008/la0080071.htm>.
- Fairclough, Norman (2000). Discourse, Social Theory, and Social Research: The Discourse of Welfare Reform. Journal of Sociolinguistics 4(2): 163–195.
- Fairclough, Norman (2000). Response to Carter and Sealey. Journal of Sociolinguistics 4(1): 25–29.
- Fairclough, Norman (2001). The Dialectics of Discourse. Textus 14(2): 3–10. [Online]. Available (£6.00): <http://www.tilgher.it/textusart_fairclough.html>. [12 June 2002].
- Fairclough, Norman (2002). Language in New Capitalism. Discourse & Society 13(2): 163–166.
- Fairclough, Norman (2003). 'Political Correctness': The Politics of Culture and Language. Discourse & Society 14(1): 17–28.
- Fairclough, Norman (2003). Review of Pennycook's Critical Applied Linguistics. Discourse & Society 14(6): 805–808.
- Fairclough, Norman, Graham, Phil, Lemke, Jay & Wodak, Ruth (2004). Introduction. Critical Discourse Studies 1(1): 1–7.
- Fairclough, Norman (2005). Peripheral Vision: Discourse Analysis in Organization Studies: The Case for Critical Realism. Organization Studies (Sage Publications Inc.) 26(6): 915–939.

### Artículos en libros editados
- Fairclough, Norman (1992). The Appropriacy of 'Appropriateness'. In Fairclough, Norman (Ed.), Critical Language Awareness. London: Routledge.
- Fairclough, Norman (1993). Discourse and Cultural Change in the Enterprise Culture. In Graddol, David, Thompson, L. & Byram, M. (Eds.), Language and Culture, Clevedon: Multilingual Matters.
- Fairclough, Norman (1996). Technologisation of Discourse. In Caldas-Coulthard, Carmen Rosa & Coulthard, Malcolm (Eds.), Texts and Practices: Readings in Critical Discourse Analysis, London: Routledge.
- Fairclough, Norman & Mauranen, Anna (1998). The Conversationalisation of Political Discourse: A Comparative View. In Blommaert, Jan & Bulcaen, Chris (Eds.), Political Linguistics, Ámsterdam: John Benjamins.
- Fairclough, Norman (1999). Democracy and the Public Sphere in Critical Research on Discourse. In Wodak, Ruth & Ludwig, Christoph (Eds.), Challenges in a Changing World: Issues in Critical Discourse Analysis, Vienna: Passagen Verlag.
- Fairclough, Norman (2001). Critical Discourse Analysis. In McHoul, Alec & Rapley, Mark (Eds.), How to Analyse Talk in Institutional Settings: A Casebook of Methods, London: Continuum.
- Fairclough, Norman (2001). Critical Discourse Analysis as a Method  in Social Scientific Research. In Wodak, Ruth & Meyer, Michael (Eds.), Methods of Critical Discourse Analysis, London: Sage.
- Fairclough, Norman (2001). The Discourse of New Labour: Critical Discourse Analysis. In Wetherell, Margaret, Taylor, Stephanie & Yates, Simeon (Eds.), Discourse as Data: A Guide for Analysis, London: Sage.

### Editor de libros
- Fairclough, Norman (Ed.) (1992). Critical Language Awareness. London: Longman.